# Perrottetia quinduensis
Perrottetia quinduensis är en tvåhjärtbladig växtart som beskrevs av Carl Sigismund Kunth. Perrottetia quinduensis ingår i släktet Perrottetia och familjen Dipentodontaceae. Inga underarter finns listade.